# Коминок з водяною сорочкою
Камі́н з водяно́ю соро́чкою, або з водяним контуром (в англійській мові «back boiler») — бойлер, що розташовується в каміні (ззаду), печі або плиті, для можливості одержання як гарячої води для водопостачання, так і води, що надходить в контур опалення будинку. Виконується у вигляді теплообмінника, розташованого в безпосередній близкості до камери згоряння з підводом холодної води знизу та відведенням гарячої — зверху.

## Циркуляція теплоносія
Зазвичай каміни з водяною сорочкою, з метою обігріву приміщення, включають в гравітаційну систему обігу — в якій рух теплоносія (води) здійснюється під впливом різниці мас гарячої та холодної води. При цьому розташування бойлеру має бути нижчим, ніж розташування радіаторів.

## Переваги
Водяна сорочка дозволяє підвищити ефективність каміну до 80 %

## Матеріали тенет
- Example of an open fireplace back boiler
- Example of a combined Room Heat, Domestic Hot Water and Central Heating stove [Архівовано 11 Січня 2011 у Wayback Machine.]